# Microchirus boscanion
 Microchirus boscanion és un peix teleosti de la família dels soleids i de l'ordre dels pleuronectiformes que es troba a les costes de l'Atlàntic oriental (des de Gibraltar fins al nord d'Angola).